# Ересхофен (замък)
Ересхофен (на немски: Ehreshoven) е замък, ограден с ров, в Енгелскирхен, Германия. Той е познат като резиденцията „Кьонихсбрун“ на Еарл Йоханес фон Лаанщахн, един от най-богатите мъже в Германия, и на неговото семейство в сапунените оперни сериали „Забранена любов“ (на немски: Verbotene Liebe)

## История
Замъкът първоначално е притежаван от абатството на Зигбург, което е основано през 1164 г. от архепископа Анно XI. За Ересхофен за пръв път се споменава през 1355, когато очевидно е съществувал като къща или малък замък. През 1396 г. той се дава на семейството на град от Неселроде и остава тяхна собственост до 1920 г.
Последният притежател на замъка е графиня Мари от Неселроде, която умира неженена и предава целия имот на „Rheinische Ritterschaft“, което може да се преведе на български като „Рицарството на Рейнланд“.
През 1924 г. те ги преобразуват в дългоочакваната благотворителна фондация „Damenstift“. Това и до днес представлява менящ се брой дами, живеещи с помощта на така наречения „Äbtissin“, грижещ се за домакинството и благополучието на дамите. Имотът се стопанисва от попечител, спечелил достатъчно финансови средства от лесовъдство и ферми, за да осигури добрия живот на старите дами и да подсигури поддръжката на сградите.
Замъкът Ересхофен се смята за „най-великолепната аристократична резиденция“ в „Bergisches Land“, което представлява планинския район наоколо (самото име се превежда като „Планинска земя“).
Само три части от оригиналния средновековен замък са запазени в задната част на руините днес. Параклис е част от оригиналните сгради, включени в сегашното имение. Благодарение на Вилхелм от Неселроде, къщата е ремонтирана и е издигнат параклиса към зданието през 1595 г. Това имение се счита за монюмент от голямо историческо значение за местността.
В края на 17 век Филип Вилхелм Христоф фон Неселроде, заедно със своята съпруга, построяват нова къща, включваща само параклиса и северната част на предишния замък.
Трикрилното имение и голямата четирикрилна предна къща са построени по едно и също време. В началото на 18 век, френска градина се добавя към северната част на замъка, която е сравнително недокосната днес.
Не се знае кой е строителят на този бароков замък нито на кой са плановете, но е най-вероятно, че той е принадлежал към Кръга на Съда на Дюселдорф.
През 1990 г. целия външен вид на имението е ремонтиран, счупеният хоросан е заменен и цвета на оригиналната сграда се подновява чрез нова светложълта боя, която подчертава невероятния външен вид на зданието.